# Devel Sixteen
La Devel Sixteen est un prototype de supercar fabriqué aux Émirats arabes unis par Devel Motors en coopération avec des ingénieurs américains et italiens,.

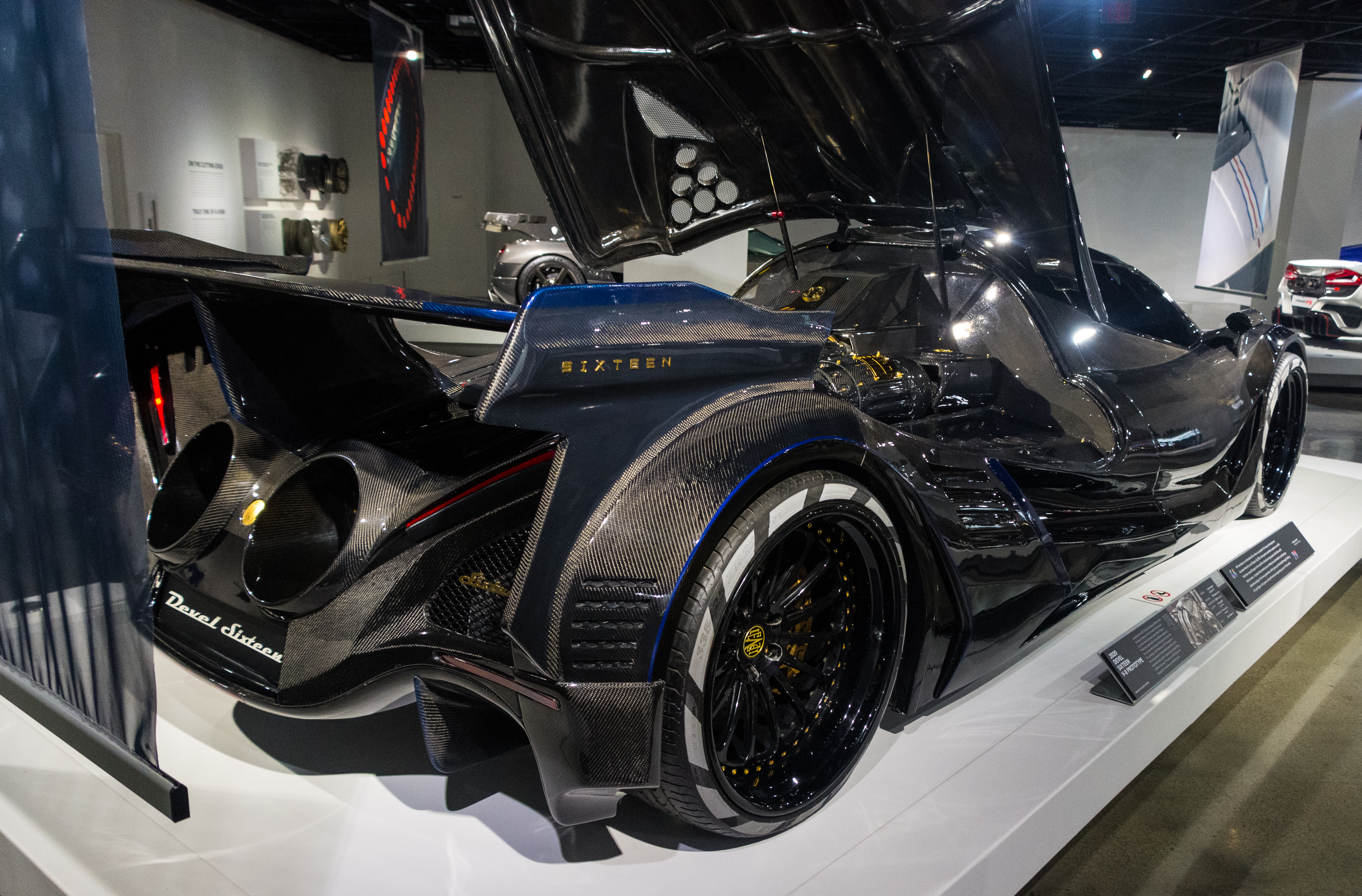

Selon Devel Motors, trois modèles de la Sixteen sont prévus :
- un modèle de base avec un moteur V8, réglé à environ 1 500[3] ou 2 000 chevaux[4] ;
- un véhicule pouvant circuler légalement sur route avec un moteur V16, réglé à 3 006 chevaux et 3 260 N m de couple ;
- et une version piste uniquement avec un moteur V16 et un quadriturbo, réglé à 5 007 chevaux[3],[4] et 5 094 N m de couple[3].

Cette voiture est régulièrement critiquée pour manque de fiabilité.
La version V16 n'a jamais existé et le projet s'est évaporé.

## Voir également
- SRT Tomahawk, un concept-car avec des variantes de puissance et de modèle similaires.